# Diaphorus chamaeleon
Diaphorus chamaeleon är en tvåvingeart som beskrevs av Becker 1922. Diaphorus chamaeleon ingår i släktet Diaphorus och familjen styltflugor. Inga underarter finns listade i Catalogue of Life.